# Katastrofa lotu Air Inter 696Y
Air Inter 696Y był regularnym lotem pasażerskim z lotniska Lyon-Bron do lotniska Clermont-Ferrand Auvergne we Francji. W dniu 27 października 1972 roku obsługujący lot Vickers Viscount 724, rozbił się podczas końcowego podejścia do lotniska Clermont Ferrand Auvergne. Spośród 68 pasażerów na pokładzie 60 zginęło.

## Samolot
Maszyną obsługującą lot 696Y był Vickers Viscount 724 (nr rej.F-BMCH) o numerze seryjnym 50. Samolot opuścił linię produkcyjną w 1955 i do czasu katastrofy wylatał 31413 godzin i 26330 cykli startu i lądowania.

## Wypadek
27 października 1972 r. Vickers Viscount 724 wystartował z lotniska Lyon – Bron o godzinie 18:48, obsługując lot IT 696 na lotnisko Clermont-Ferrand Auvergne.
Vickers Viscount przewoził 63 pasażerów i 5 członków załogi. Samolot wystartował z Lyonu podczas gwałtownej burzy, załoga nawiązała ostatni kontakt radiowy z wieżą kontrolną w Lyonie o godzinie 19:20, a potem kontakt z maszyną się urwał.
Samolot rozbił się podczas podejścia do lądowania na lotnisku w Clermont-Ferrand, do katastrofy doszło około godziny 19:20 w lesie La Faye, praktycznie na szczycie góry Mont Picot na wysokości 1000 metrów, w górach Forez.